# Erhan Kiremitçi
Erhan Kiremitçi (* 17. Januar 1963 in Izmir) ist ein ehemaliger türkischer Fußballspieler.

## Sportlicher Werdegang
Kiremitçi spielte Anfang der 1980er Jahre bei Karşıyaka SK in der zweiten Liga. In der Spielzeit 1986/87 war der Stürmer eine der Stützen der Mannschaft, die als Staffelsieger den Aufstieg in die 1. Lig schaffte. Daraufhin warb ihn der Erstligist Bursaspor ab. Mit dem Klub erreichte er im Pokalwettbewerb 1989/90 das im Elfmeterschießen gegen Trabzonspor verlorene Semifinale. Bis dahin hatte er vier Tore geschossen und wurde zusammen mit dem jugoslawischen Mitspieler Nenad Bijedić sowie Feyyaz Uçar und Mehmet Özdilek von Titelträger Beşiktaş Istanbul Torschützenkönig des Wettbewerbs.
Im Sommer 1991 kehrte Kiremitçi zum wieder zweitklassig antretenden Karşıyaka SK zurück. In der Spielzeit 1991/92 wurde er mit 27 Treffern Torschützenkönig seiner Zweitligastaffel, damit trug er maßgeblich zum direkten Wiederaufstieg des Klubs bei. Im November 1995 wurde er zum Zweitligisten Bakırköyspor transferiert, mit dem er regelmäßig um den Erstligaaufstieg spielte. Ab 1997 ließ er seine Karriere unterklassig bei Kepez Belediye und Çalkaya Belediye ausklingen.
Ab 2000 war Kiremitçi für Antalyaspor als Trainer im Jugendbereich tätig.